# Archidiocèse de Québec
L'archidiocèse de Québec est un archidiocèse métropolitain de l'Église catholique au Québec au Canada. Fondé en 1674 par François de Laval, il s'agit du premier évêché fondé dans le Nouveau Monde au nord du Mexique. À son apogée de superficie, il couvrait la majorité de l'Amérique du Nord. Son siège est la basilique-cathédrale Notre-Dame de Québec. L'archevêque de Québec, qui est, depuis 2011, le cardinal Gérald Cyprien Lacroix, porte le titre honorifique de primat du Canada.

## Histoire

### Nouvelle-France

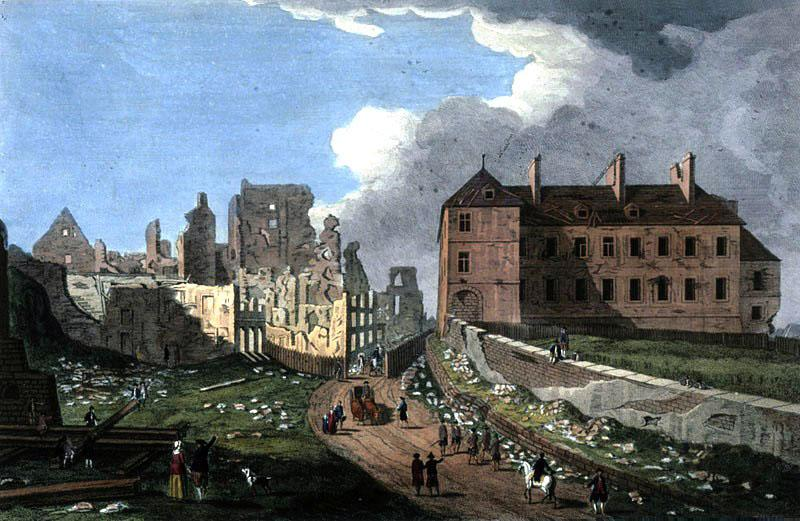
L'archevêché de Québec et des ruines autour, tels qu'on peut les voir en montant de la basse-ville en 1759.

Le 11 avril 1658, le pape Alexandre VII établit le vicariat apostolique de la Nouvelle-France dont le siège est situé à Québec qui avait été fondé quelques décennies auparavant. Avant cela, ce territoire faisait partie de l'archidiocèse de Rouen en France. François de Laval fut nommé comme vicaire apostolique,,. En 1663, ce dernier fonde le séminaire de Québec.
Alors que la population de la Nouvelle-France est en croissance, le pape Clément X, le 1er octobre 1674, élève le vicariat apostolique au rang de diocèse sous le nom de « diocèse de Québec » et François de Laval devint le premier évêque,,. Ce nouveau diocèse dépend directement du Saint-Siège. Pour le financer, les revenus de trois abbayes de France lui sont attribuées : ceux de l'abbatiale Saint-Pierre de Méobecq, de l'abbaye de Bénévent et de l'abbaye de l'Estrée.
À son apogée, en 1712, le territoire du diocèse de Québec couvre l'ensemble du continent nord-américain jusqu'au golfe du Mexique, à l'exception des colonies britanniques de la Nouvelle-Angleterre et des colonies espagnoles de la Floride, du Mexique et de la Californie.

### Règne britannique

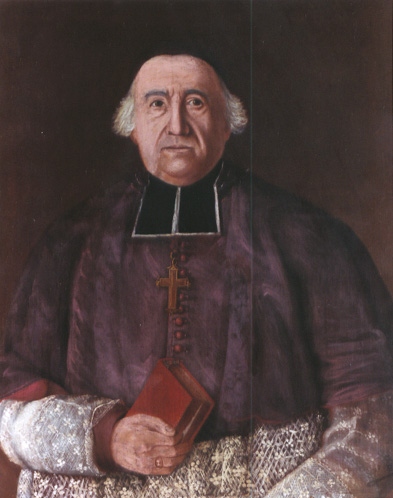
Jean-Olivier Briand, premier évêque de Québec consacré après la guerre de Sept Ans et le Traité de Paris de 1763.

La guerre de Sept Ans et le Traité de Paris de 1763 font passer le territoire du diocèse sous l'autorité d'un souverain non catholique. D'autre part, la Louisiane, restée française, passe sous l'autorité du diocèse de Santiago de Cuba.[réf. nécessaire]. Le 25 avril 1793 le diocèse de la Louisiane et des deux Florides fondées par la Nouvelle-Espagne est érigé, par détachement de celui de San Cristobal de La Havane. Il couvre alors une grande partie du territoire des États-Unis, incluant en particulier l'intégralité des territoires cédés par la France, du golfe du Mexique à la frontière canadienne.
Sous le règne britannique, la population du diocèse de Québec subit une discrimination par rapport à leur foi catholique puisque les gens qui veulent occuper une position au sein de l'Empire britannique doivent porter le Serment du Test qui inclut de renier leur foi. Ainsi, Il y a une vacance de dix ans du siège épiscopal avant que Jean-Olivier Briand puisse se faire consacrer à Paris en 1766,,. En 1774, le Parlement britannique adopte l'acte de Québec qui permet au Québec à l'Église catholique de collecter la dîme des entreprises et des propriétés catholiques.
Le 30 mai 1784, la préfecture apostolique de Terre-Neuve, de nos jours l'archidiocèse de Saint-Jean, est créé. Bien que Terre-Neuve faisait officiellement partie du vicariat apostolique du district de Londres, de nos jours l'archidiocèse de Westminster, celle-ci était gérée, dans les faits, par le diocèse de Québec. Le 4 juillet 1817, le diocèse de Québec est amputé d'une partie de son territoire lors de l'érection du vicariat apostolique de la Nouvelle-Écosse, de nos jours l'archidiocèse de Halifax-Yarmouth, et à nouveau, le 12 janvier 1819, lors de l'érection du vicariat apostolique du Haut-Canada, de nos jours l'archidiocèse de Kingston.
Le 12 janvier 1819, par le bref In summa Apostolatus, le pape Pie VII élève le diocèse de Québec au rang d'archidiocèse,. Par la suite, l'archidiocèse de Québec continue de perdre des parties de son territoire au fil des érections du nouveaux diocèses : le diocèse de Charlottetown le 11 août 1829, le diocèse de Montréal le 13 mai 1836, le vicariat apostolique du Territoire de l'Oregon, de nos jours l'archidiocèse de Portland, le 1er décembre 1843 et le vicariat apostolique du Nord-Ouest, de nos jours l'archidiocèse de Saint-Boniface, le 16 avril 1844.
Le 12 juillet 1844, par le bref Cum per similes, le pape Grégoire XVI élève l'archidiocèse au rang de siège métropolitain,. Le 8 juin 1852, l'archidiocèse de Québec perd à nouveau du territoire lors de l'érection des diocèses de Saint-Hyacinthe et de Trois-Rivières.

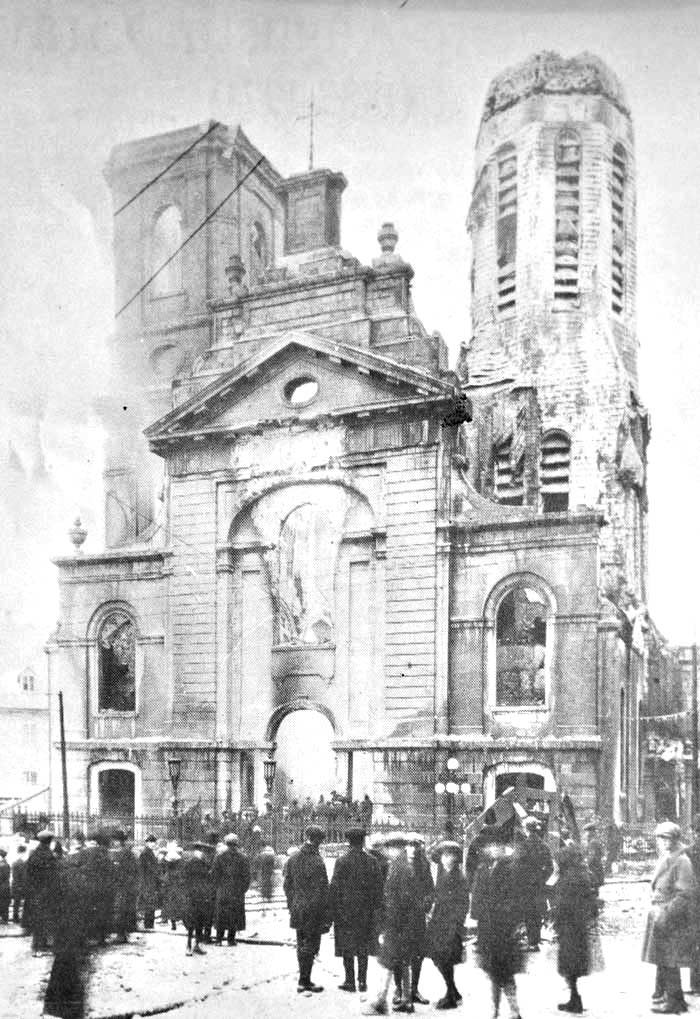
Incendie de la cathédrale Notre-Dame de Québec le 22 décembre 1922.

### Depuis la confédération
L'archidiocèse de Québec perd à nouveau des parties de son territoire lors d'érections de nouveaux diocèses : le diocèse de Rimouski le 15 janvier 1867, le diocèse de Sherbrooke le 28 août 1874 et le diocèse de Chicoutimi le 28 mai 1878. En 1886, Elzéar-Alexandre Taschereau devint le premier archevêque de Québec à être élevé au titre de cardinal. Le 23 juin 1951, l'archidiocèse de Québec perd pour la dernière fois une partie de son territoire lors de l'érection du diocèse de Sainte-Anne-de-la-Pocatière.
Sous le pontificat de Pie XII, par le décret Sollicitae Romanis Pontificibus du 24 janvier 1956, la Sacrée Congrégation consistoriale confère le titre honorifique de siège primatial du Canada à l'archidiocèse métropolitain de Québec.

## Géographie

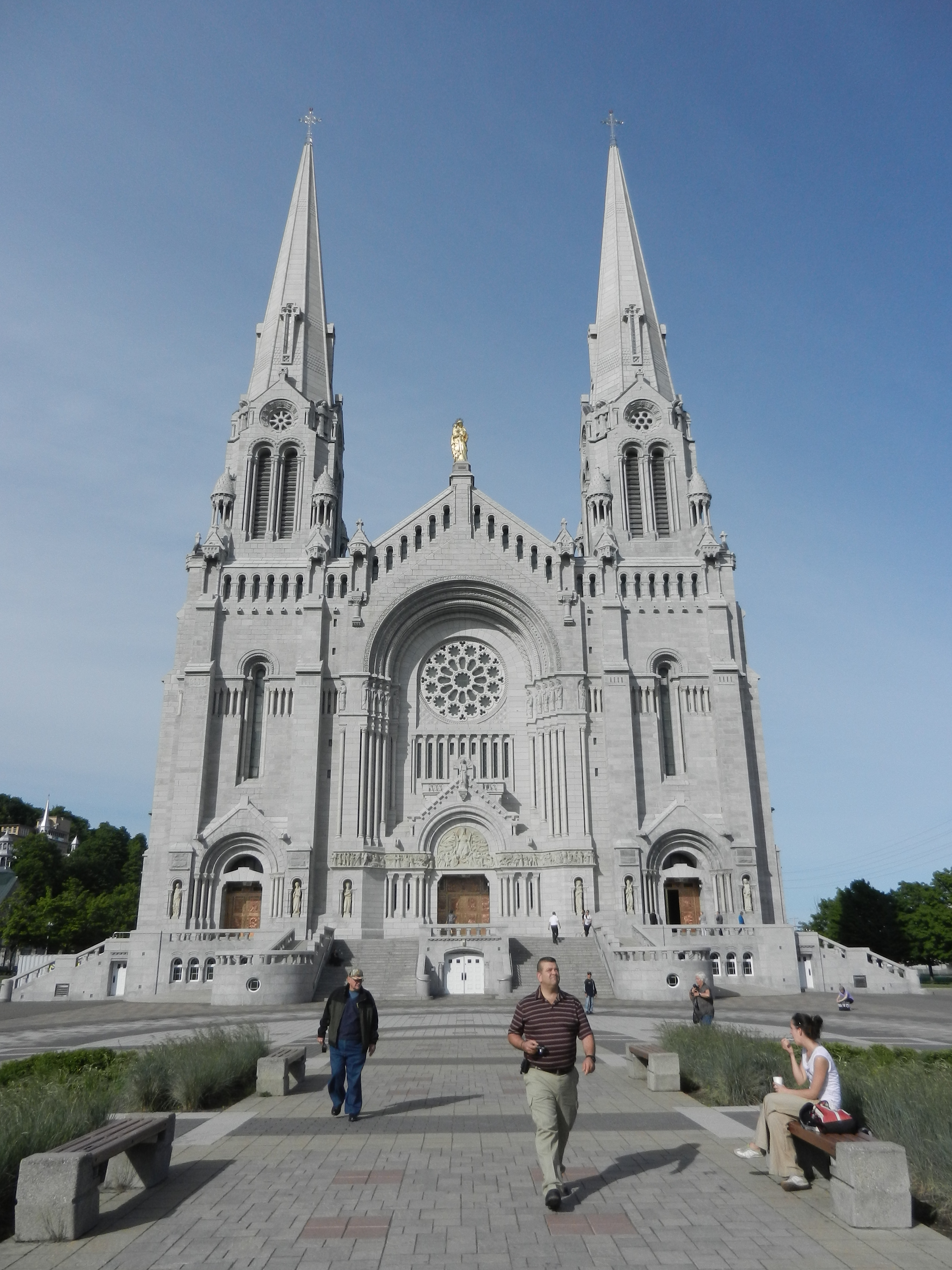
La basilique Sainte-Anne-de-Beaupré en 2012.

L'archidiocèse de Québec est l'une des 21 juridictions de l'Église catholique au Québec au Canada. Son siège épiscopal est la basilique-cathédrale Notre-Dame de Québec qui est une basilique mineure depuis le 28 août 1874,. Par contre, les services diocésains sont situés à l’ancien Séminaire de Québec, au 1, Rue des Remparts .
Le territoire de l'archidiocèse de Québec actuel s'étend sur 35 180 km2 couvrant approximativement les régions de la Capitale-Nationale et de Chaudière-Appalaches, à l'exception des MRC de Montmagny et de L'Islet,. Il est contigu au diocèse de Nicolet au sud-ouest, au diocèse de Trois-Rivières à l'ouest, au diocèse de Chicoutimi au nord, au diocèse de Sainte-Anne-de-la-Pocatière à l'est, au diocèse de Portland au Maine au sud-est et à l'archidiocèse de Sherbrooke au sud. En 2021, l'archidiocèse de Québec comprend plus de 260 églises.
L'archidiocèse de Québec est le métropolitain de la province ecclésiastique de Québec et trois diocèses lui sont suffragants : les diocèses de Chicoutimi, de Sainte-Anne-de-la-Pocatière et de Trois-Rivières,.
En plus de sa cathédrale qui est une basilique mineure depuis le 28 août 1874, l'archidiocèse de Québec comprend une autre basilique mineure, la basilique Sainte-Anne-de-Beaupré de Sainte-Anne-de-Beaupré depuis le 28 janvier 1887,,.

## Évêques et archevêques de Québec
25 évêques se sont succédé depuis la création du diocèse. Depuis 2011, son archevêque est le cardinal Gérald Cyprien Lacroix, Il est assisté par deux évêques auxiliaires, Juan Carlos Londoño (de) et Jean Tailleur,.

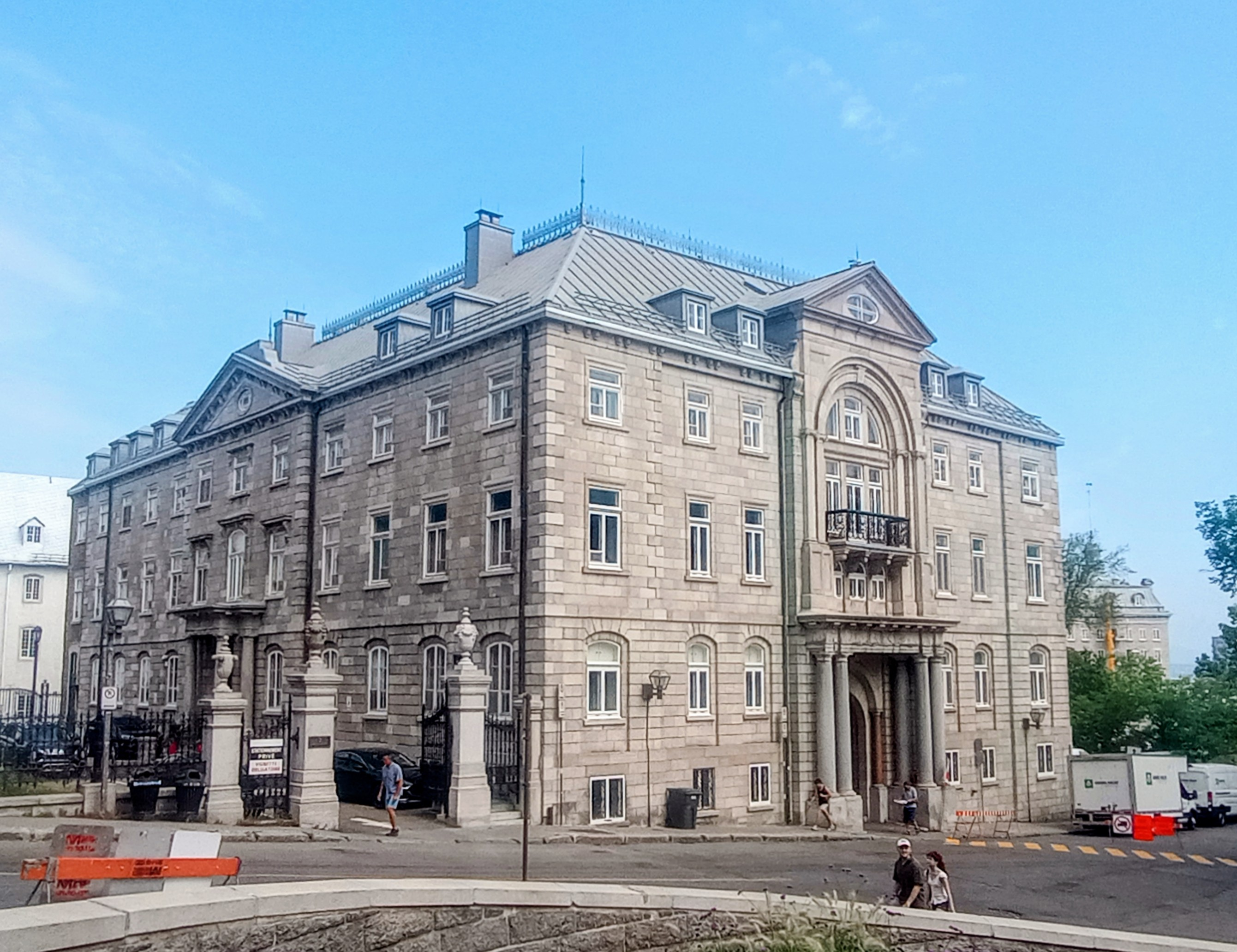
Residence ou
Palais archiépiscopal de Québec

## Patrimoine

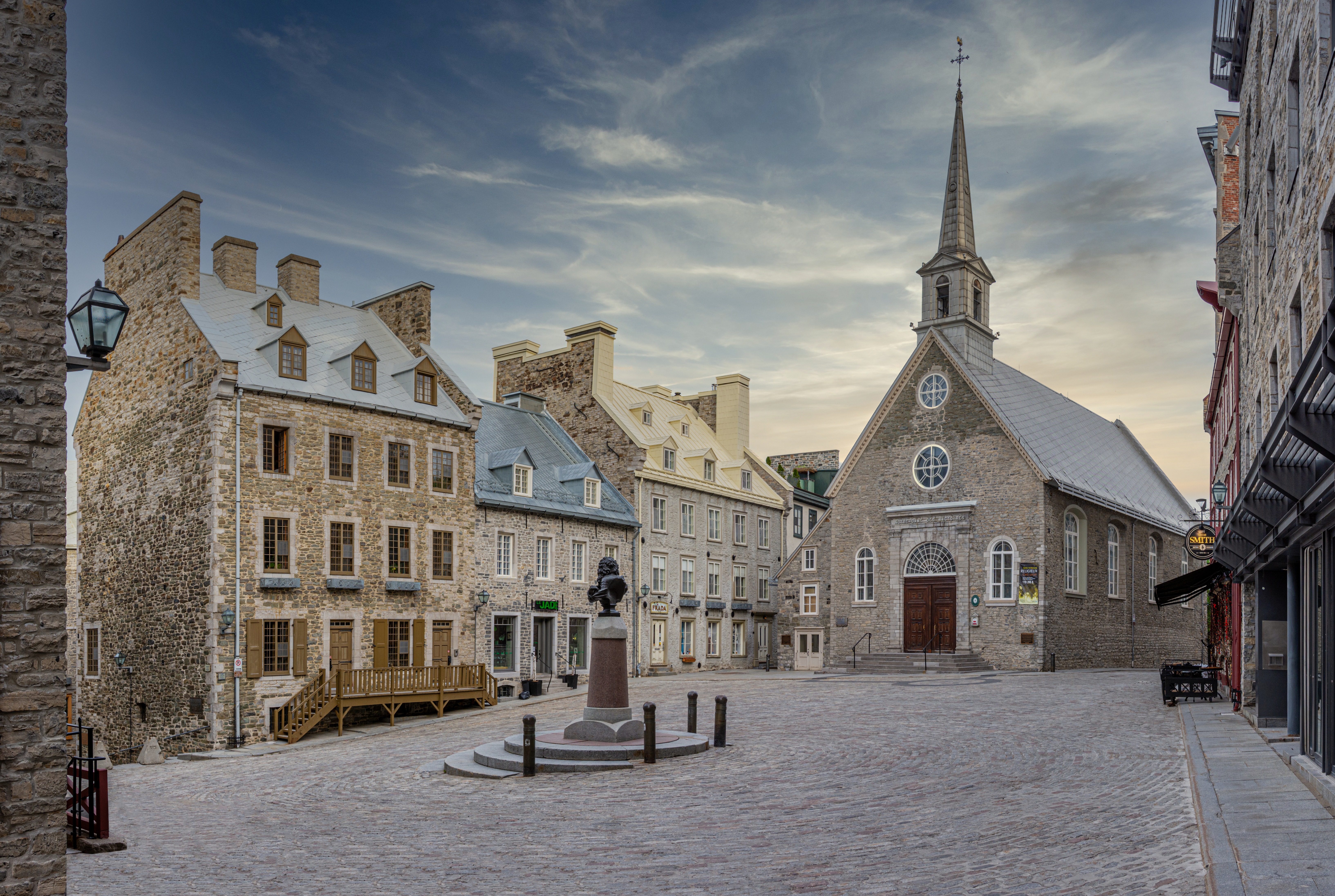
L'église Notre-Dame-des-Victoires de Québec.

En plus de ces deux basiliques mineures, la basilique-cathédrale Notre-Dame de Québec et la basilique Sainte-Anne-de-Beaupré, qui présentent un important intérêt patrimonial, l'archidiocèse de Québec comprend quatre édifices qui font partie du site du patrimoine mondial du Vieux-Québec : la chapelle des Jésuites, la chapelle des Ursulines de Québec, l'église Notre-Dame-des-Victoires et le monastère des Augustines,,,,,,.

## Archives
Les archives de l'archidiocèse de Québec sont situées au Centre de conservation des archives et des biens patrimoniaux. Un fonds d'archives de l'archidiocèse de Québec est également conservé au centre d'archives de Québec de Bibliothèque et Archives nationales du Québec.

## Galerie

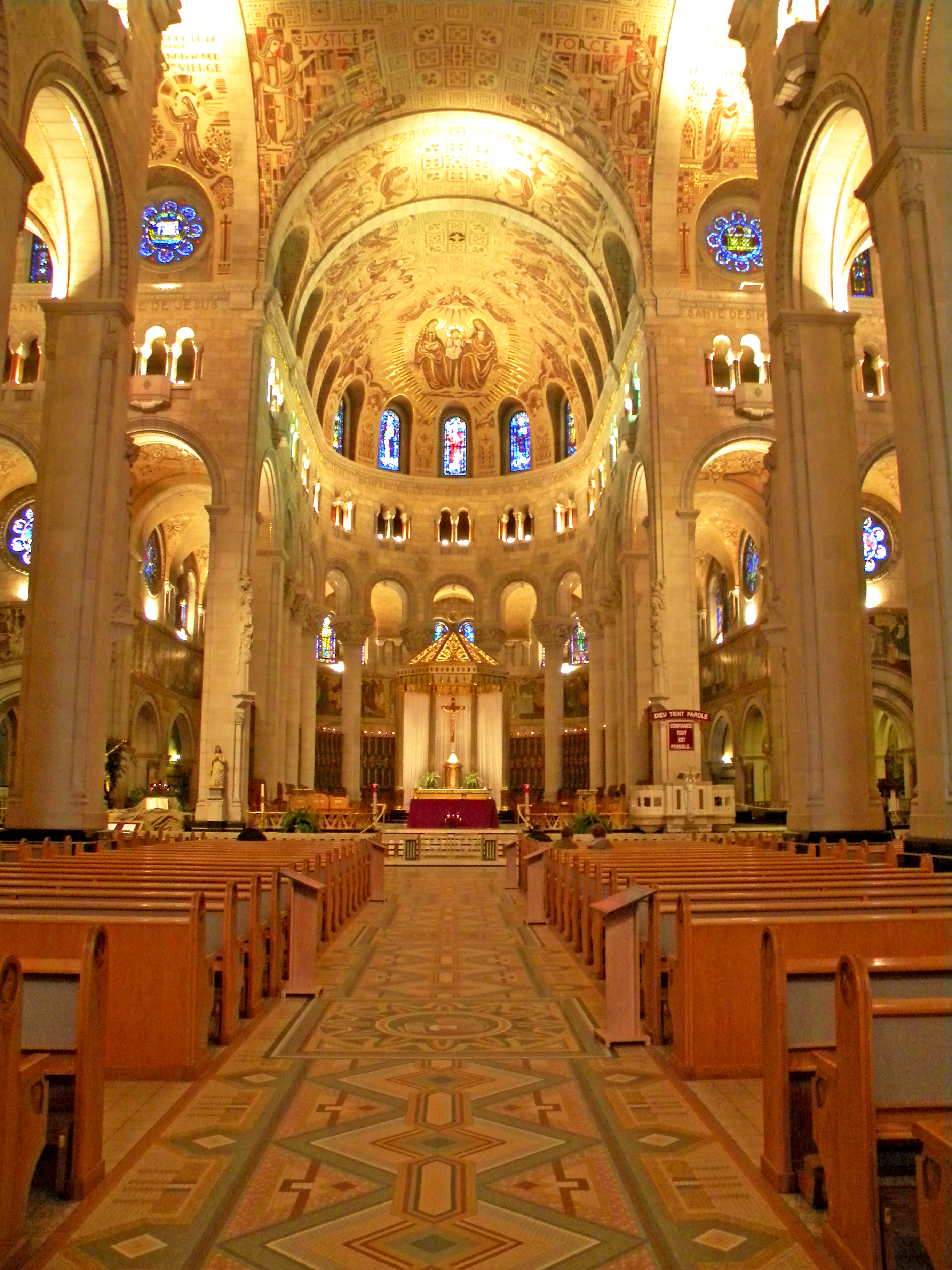
L'intérieur de la basilique Sainte-Anne-de-Beaupré.
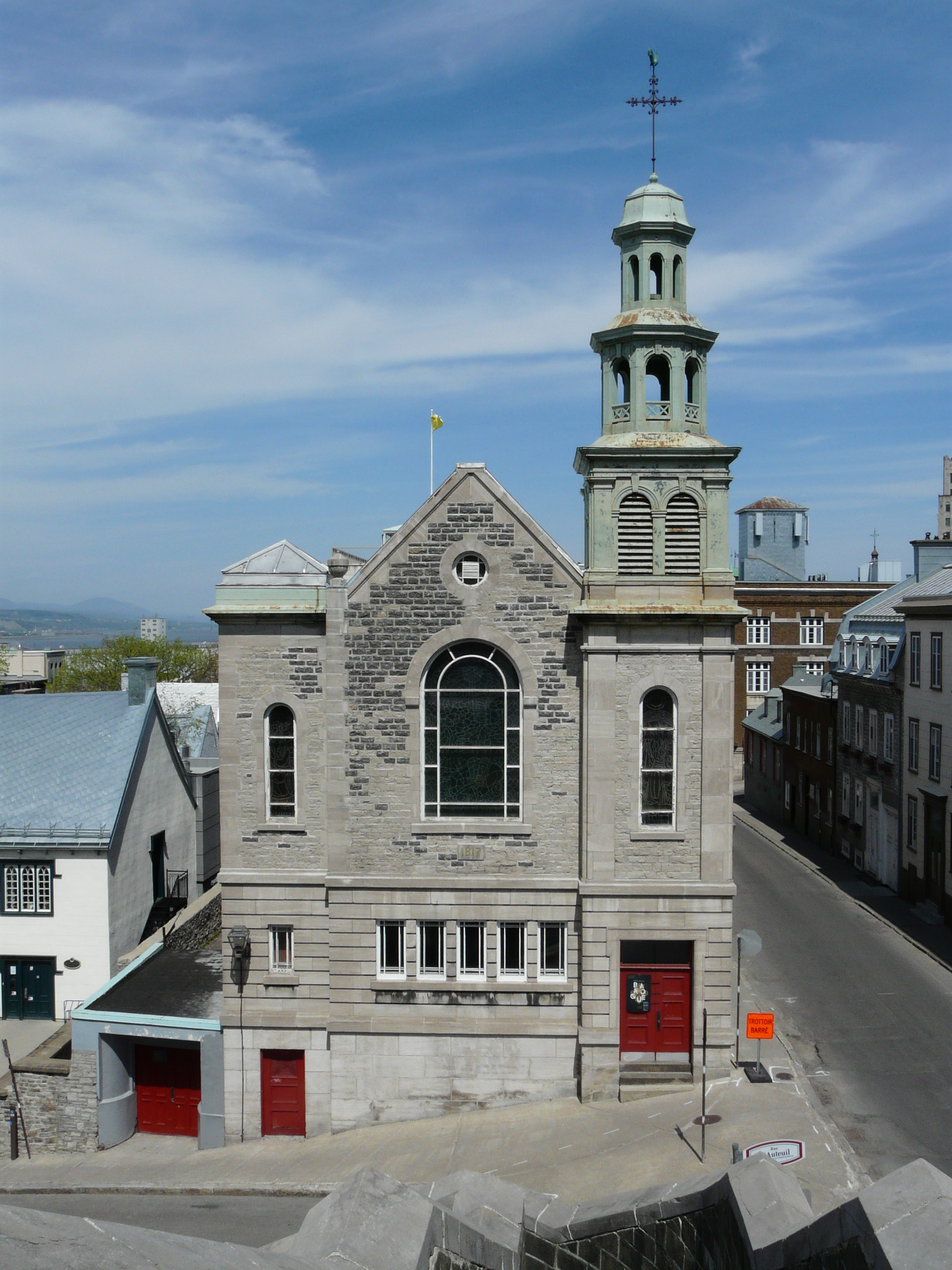
La chapelle des Jésuites de Québec.
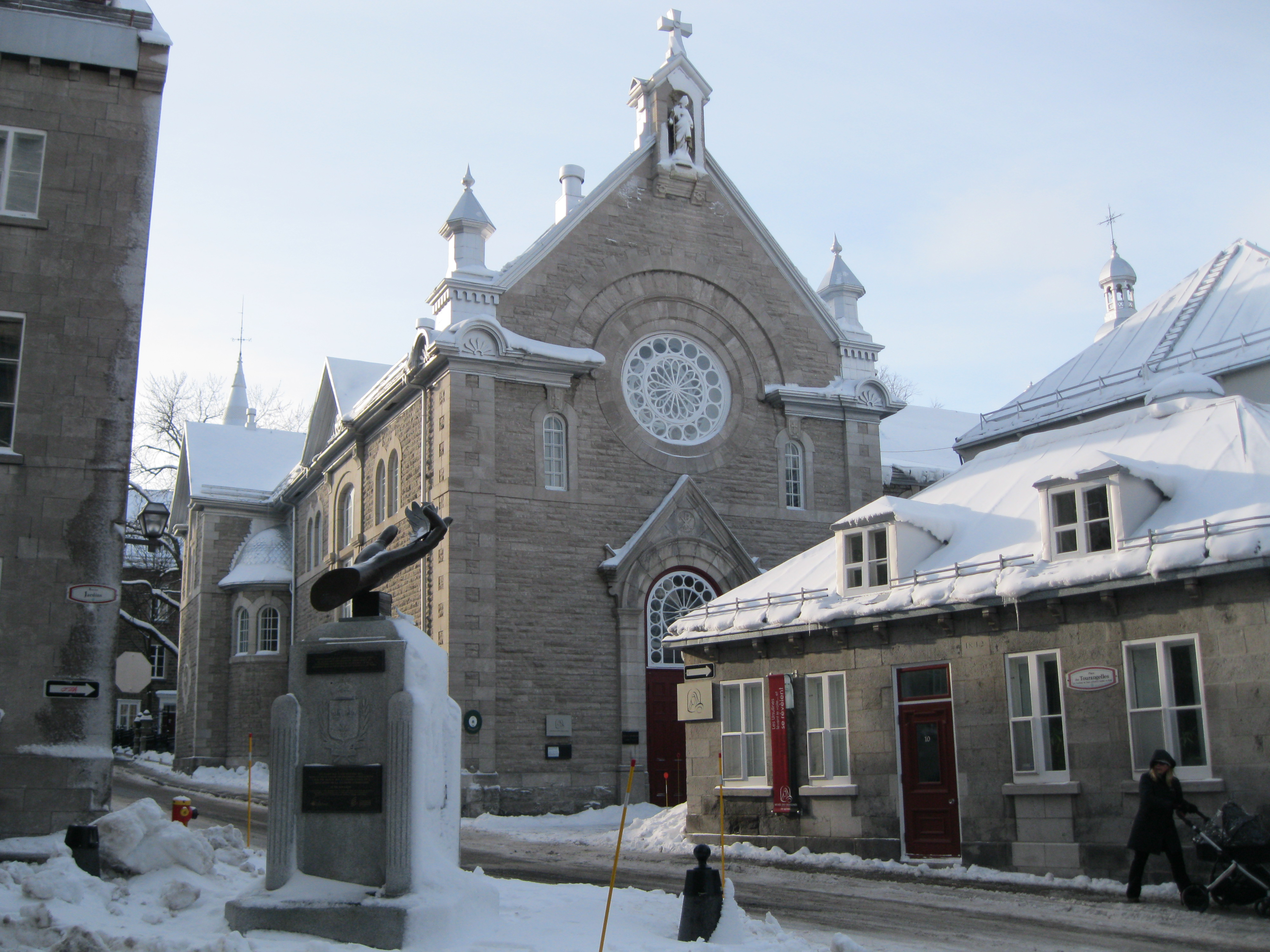
La chapelle des Ursulines de Québec.
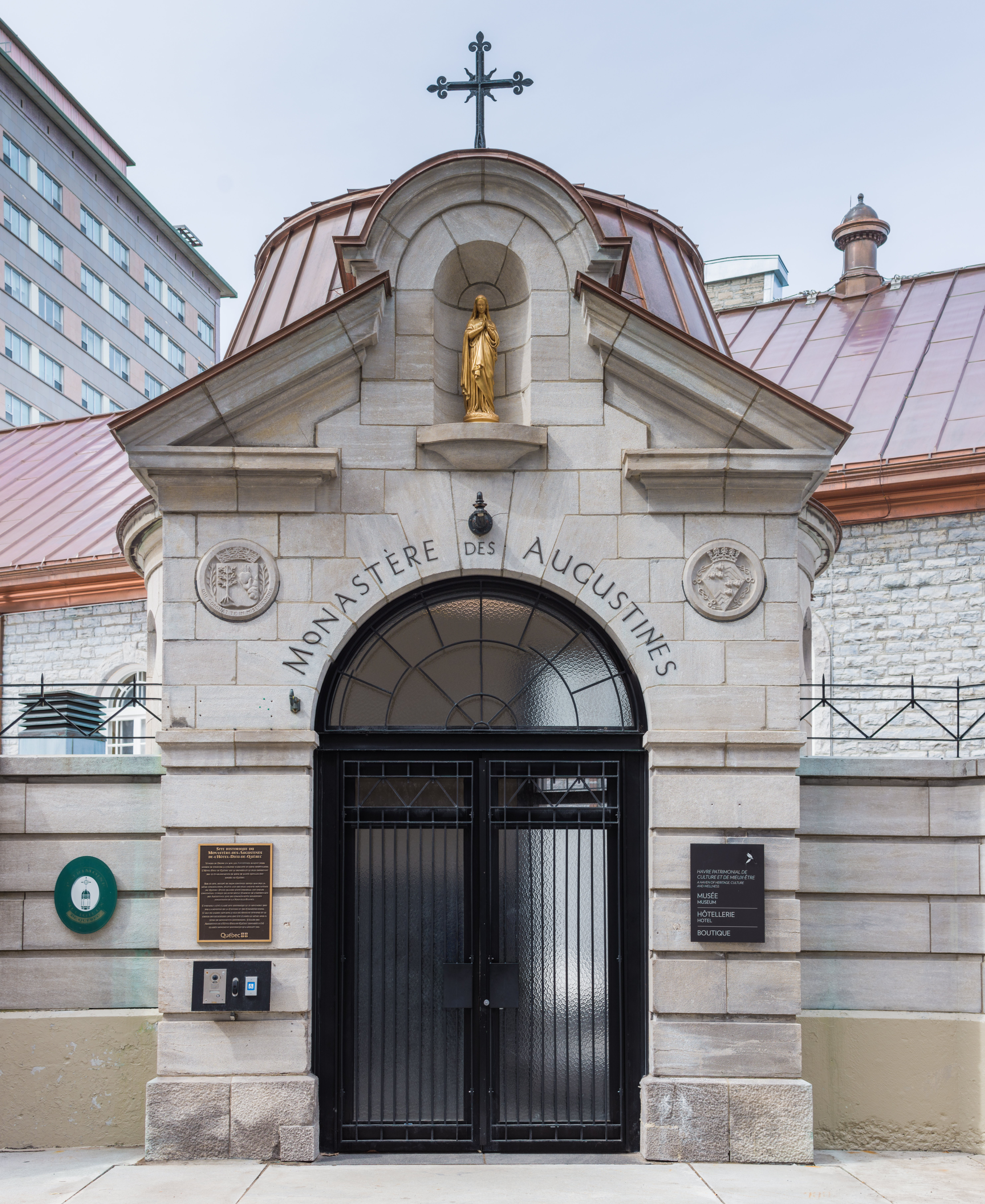
Le monastère des Augustines.
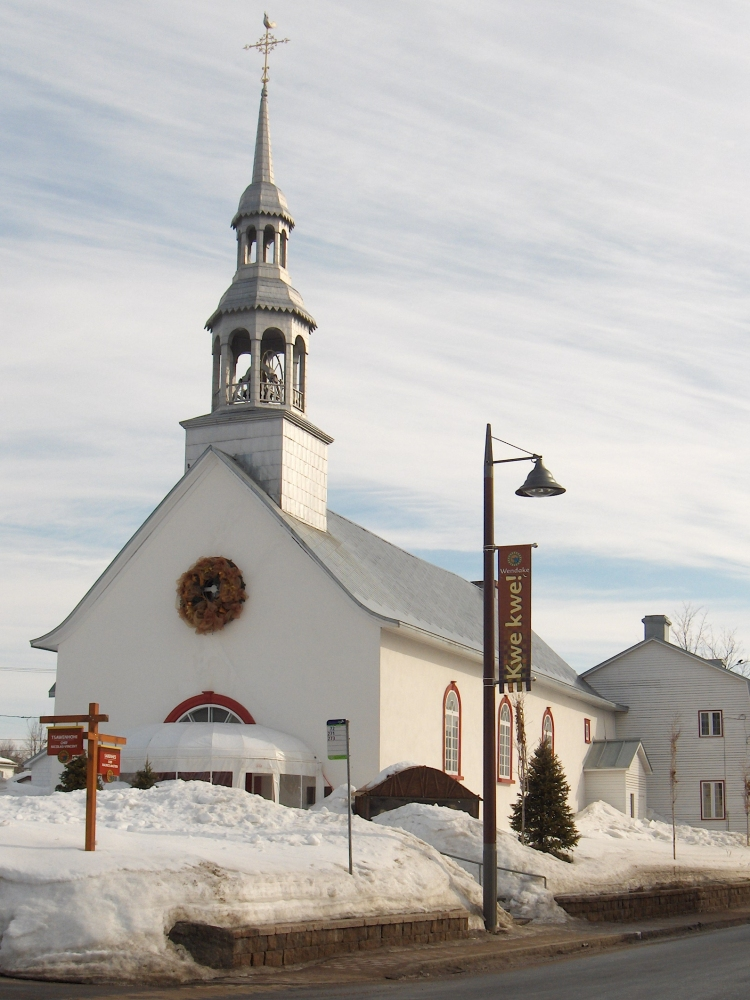
L'église Notre-Dame-de-Lorette de Wendake.
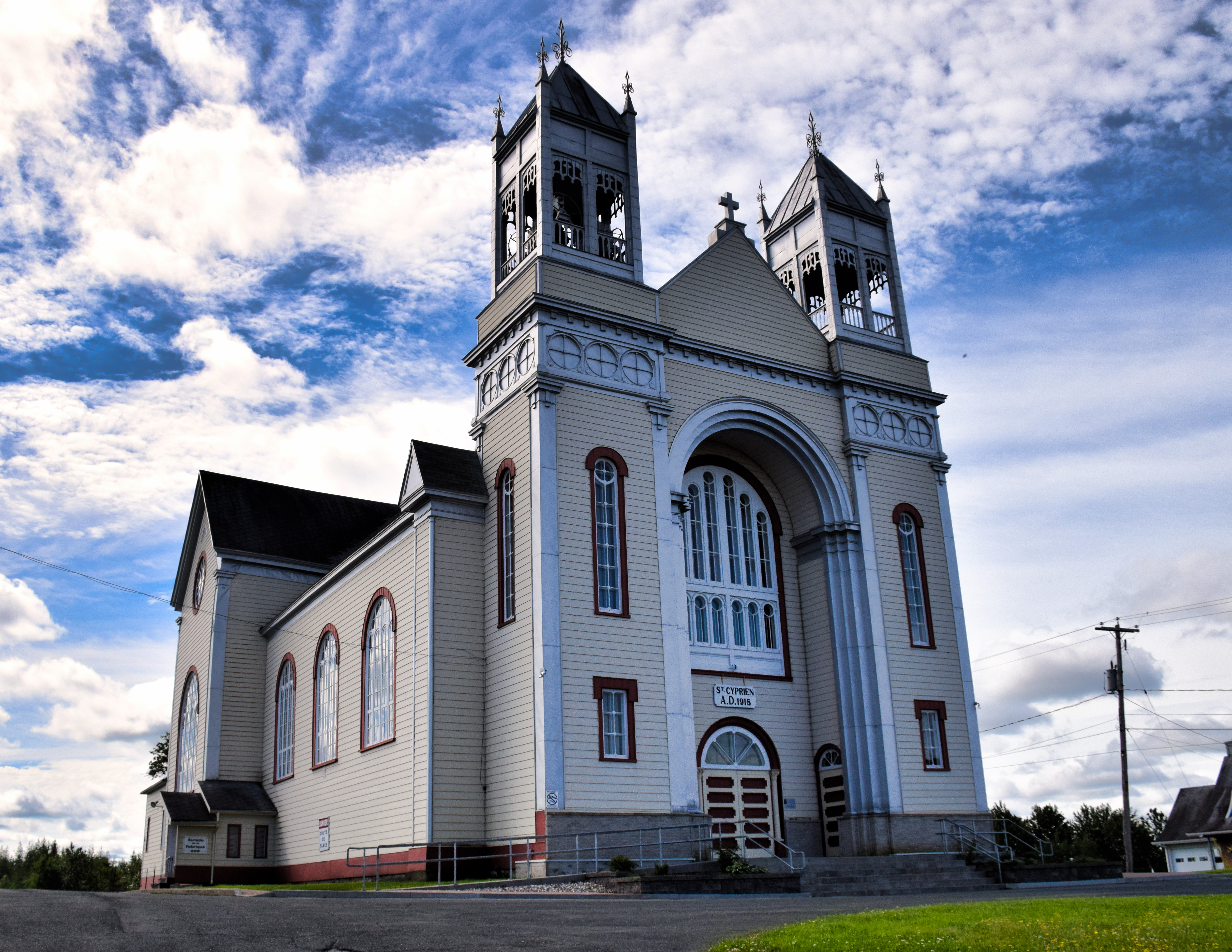
L'église Saint-Cyprien de Saint-Cyprien.
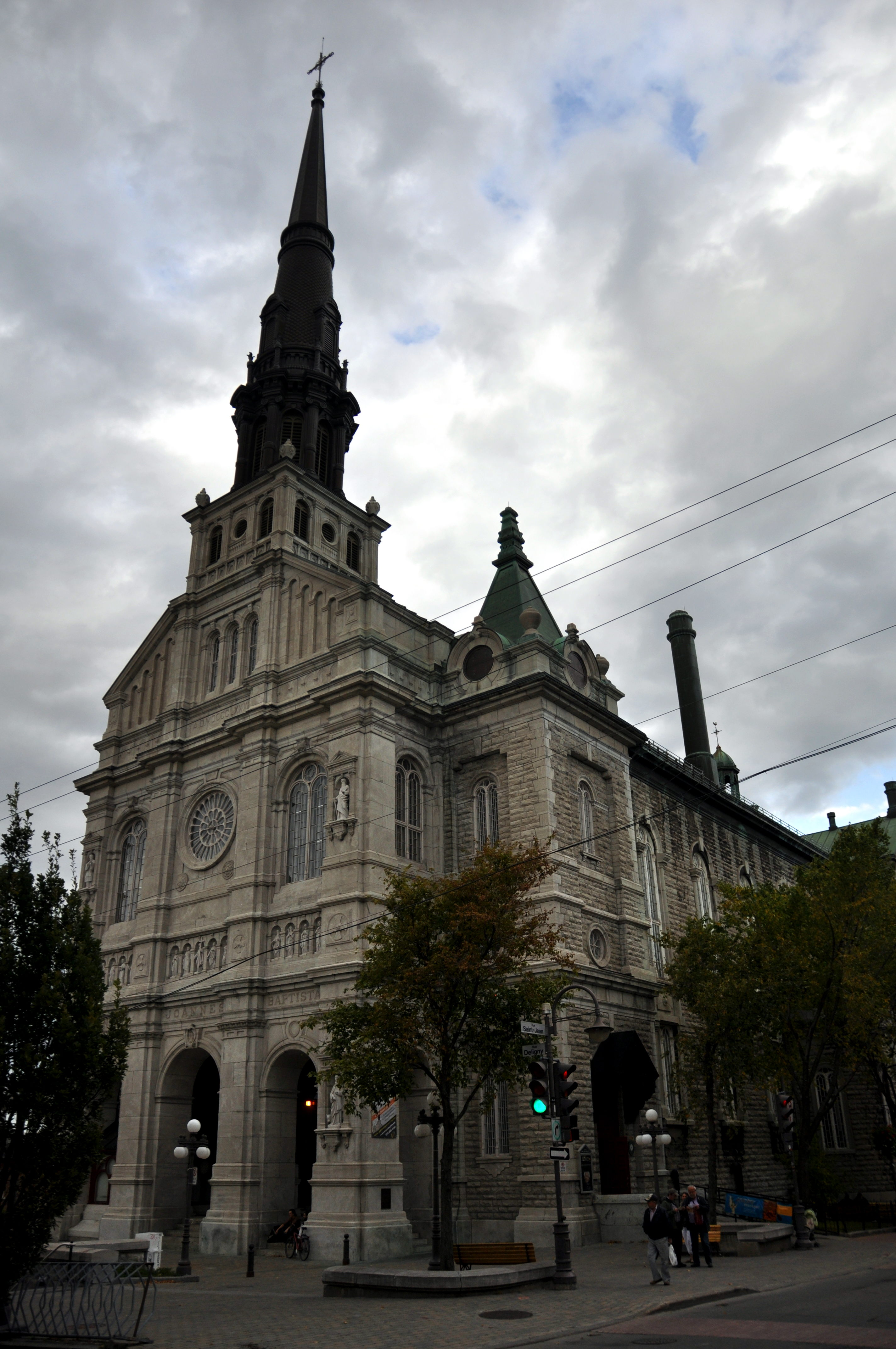
L'église Saint-Jean-Baptiste de Québec.
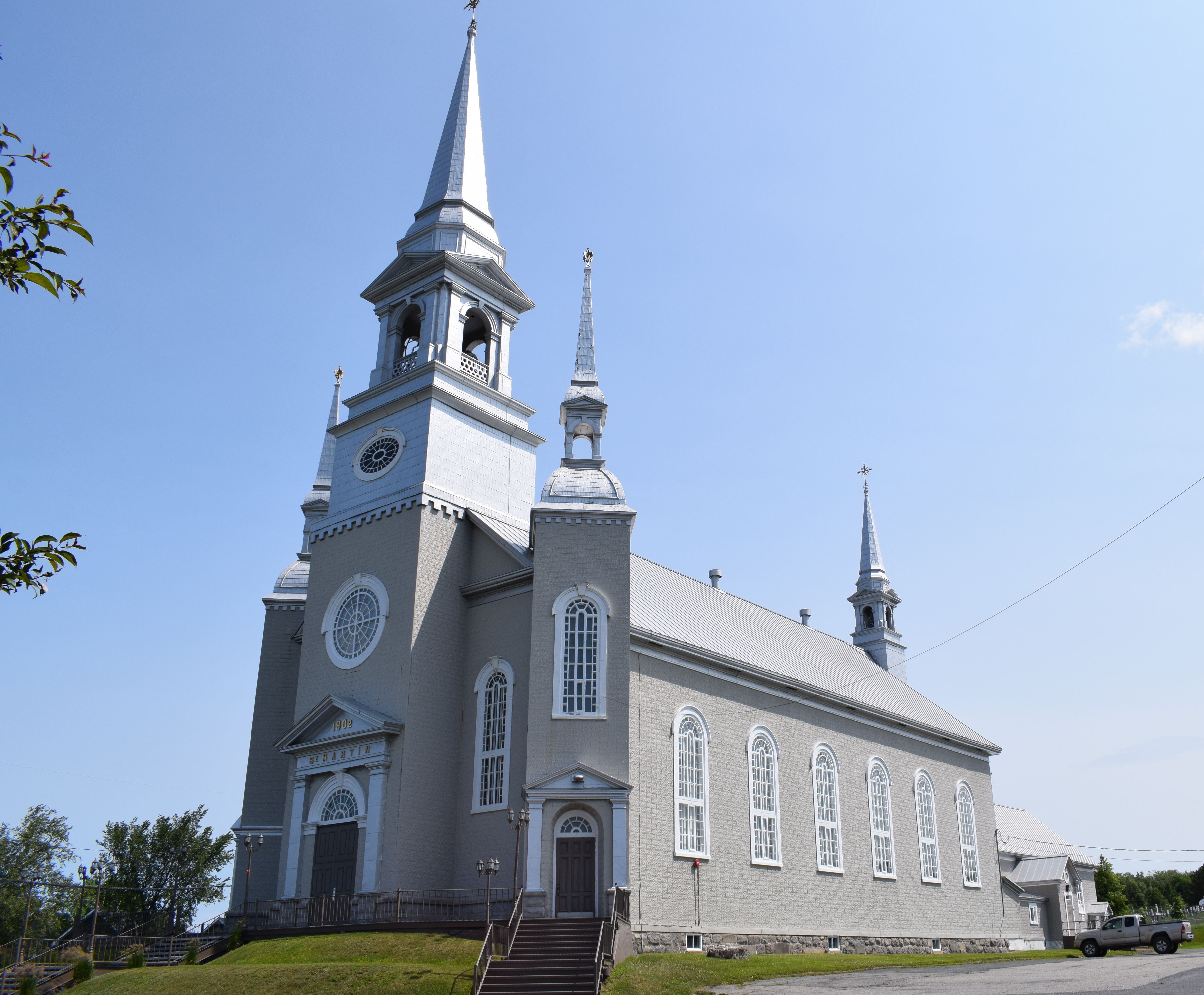
L'église Saint-Martin de Saint-Martin.
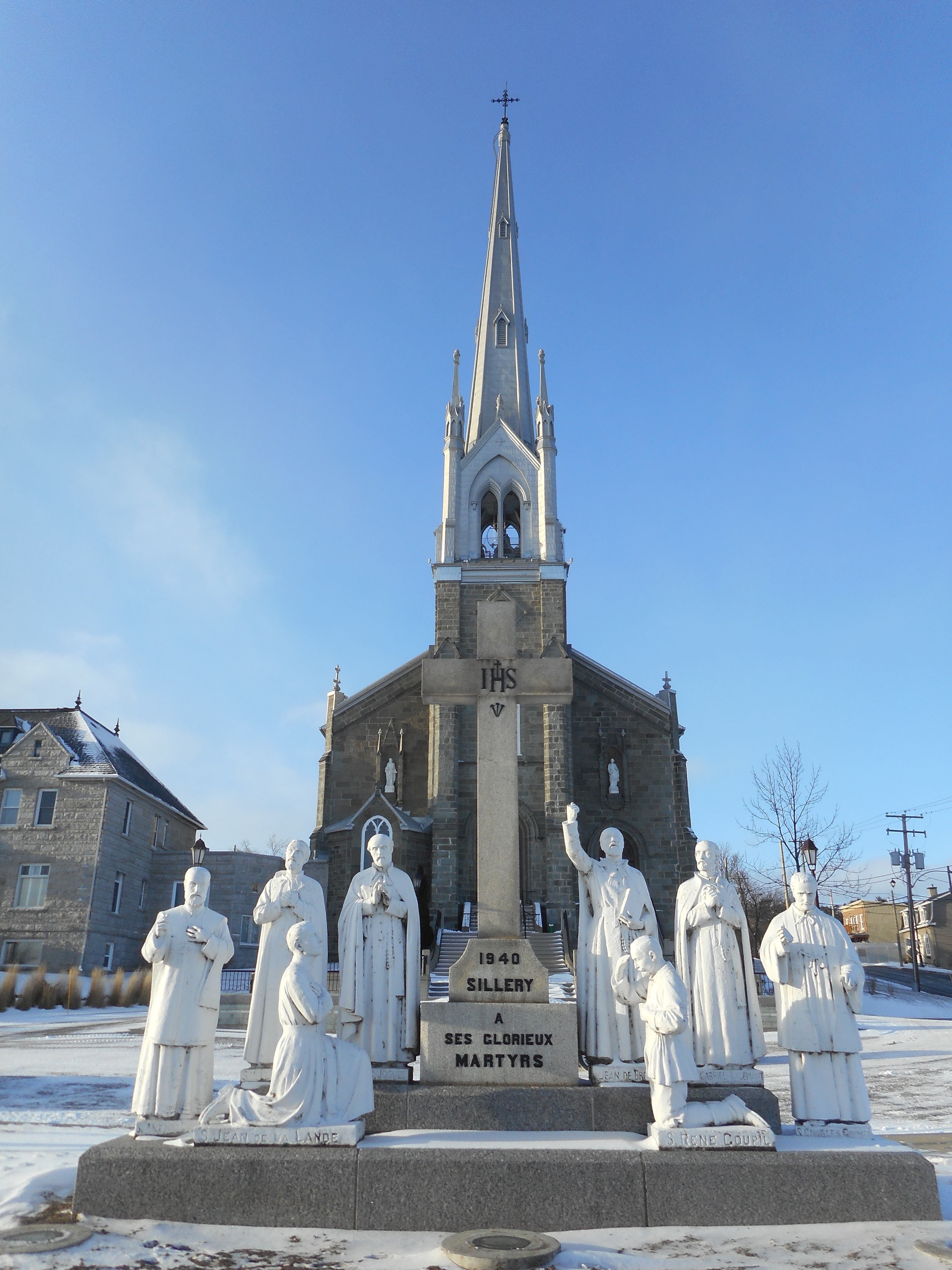
L'église Saint-Michel de Sillery.
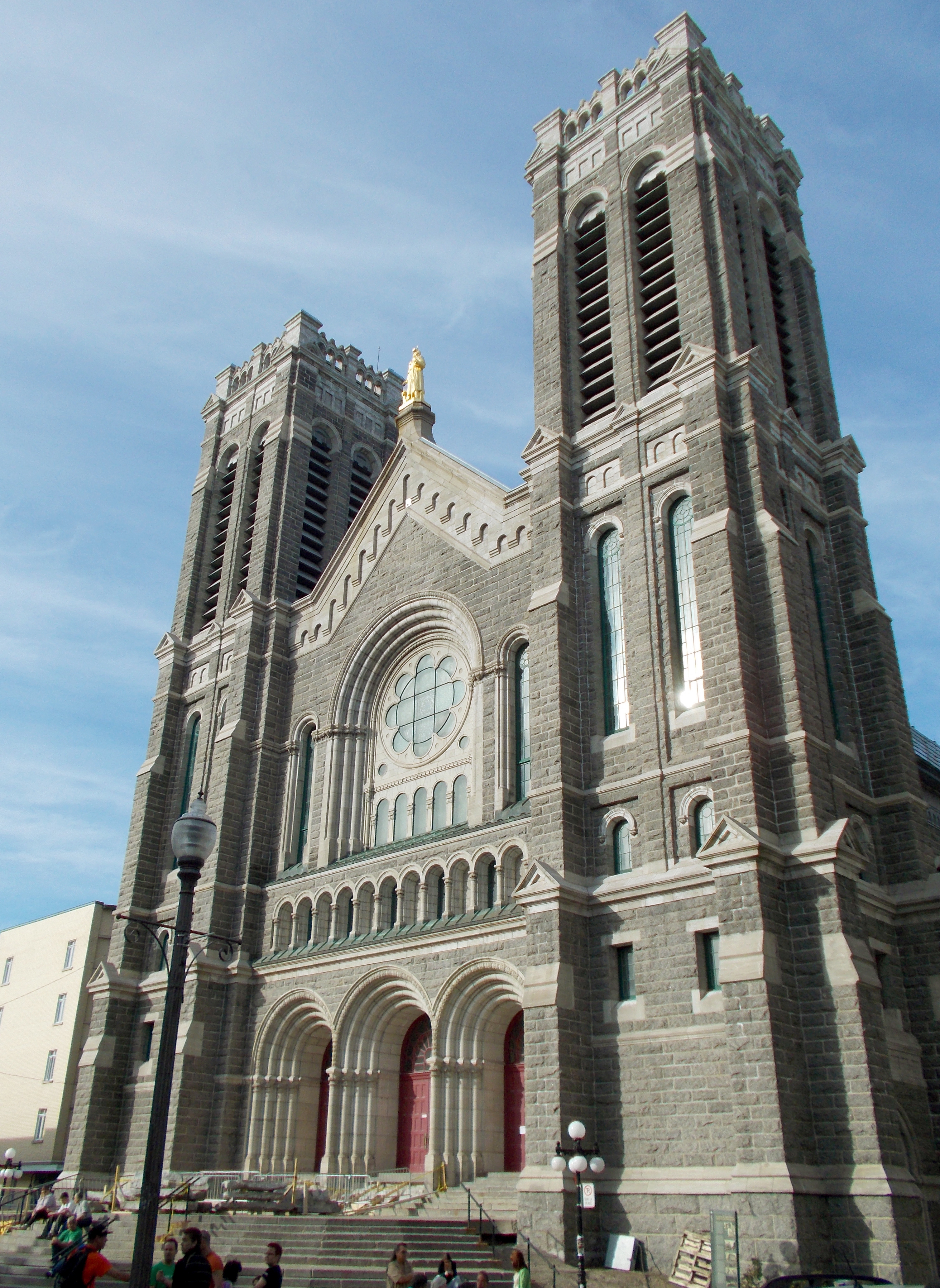
L'église Saint-Roch de Québec.
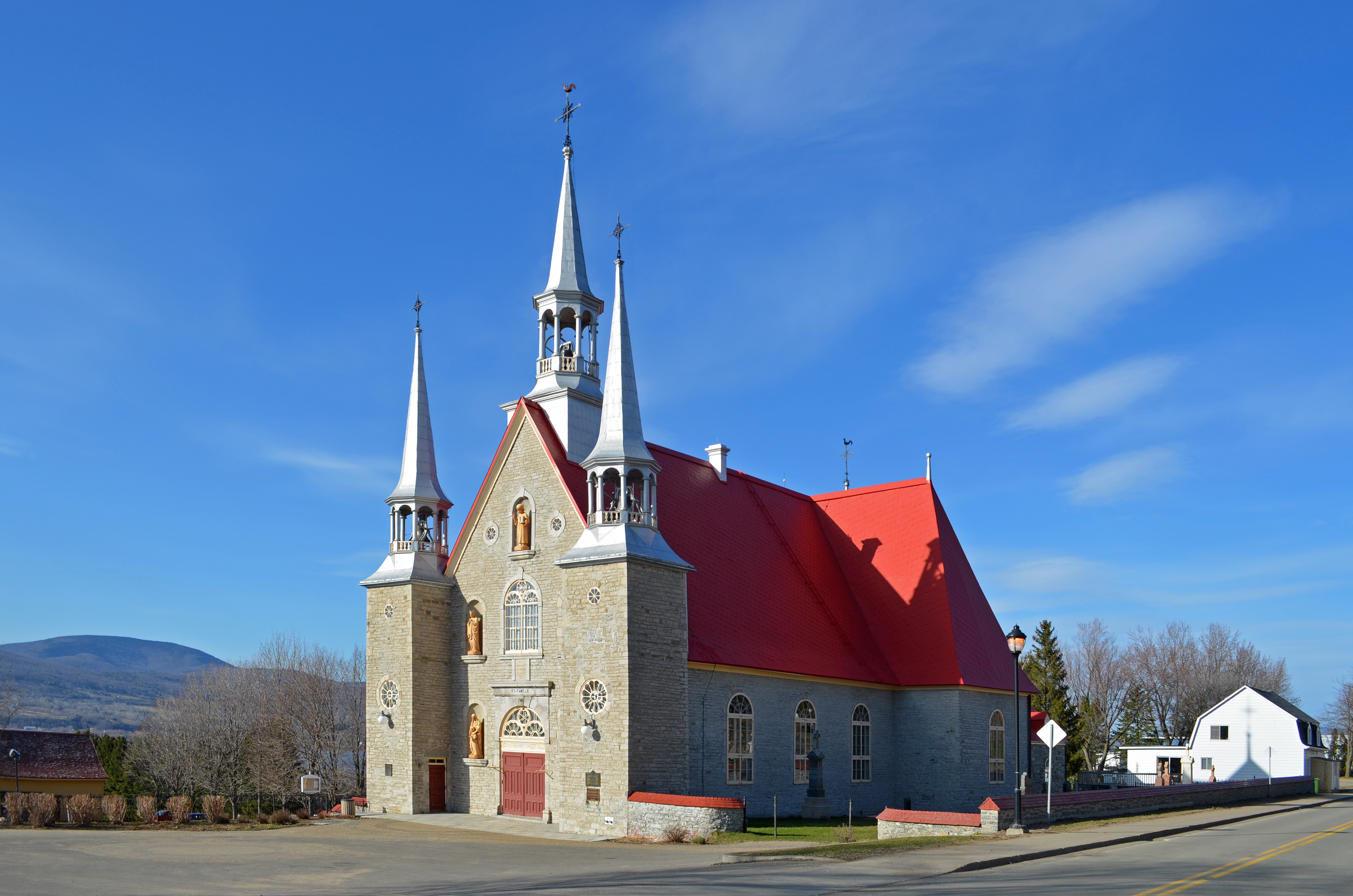
L'église de la Sainte-Famille de l'île d'Orléans.
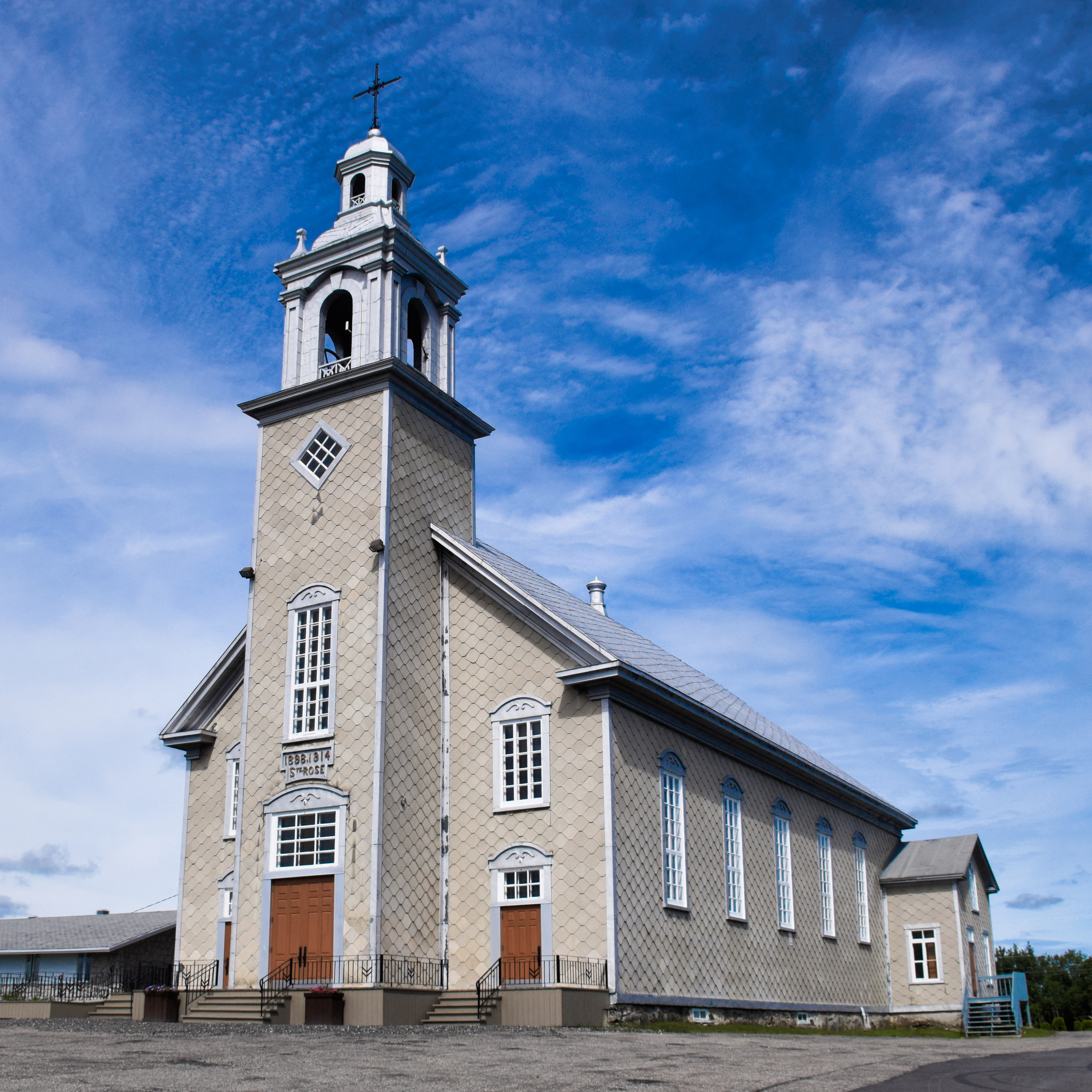
L'église Sainte-Rose de Sainte-Rose-de-Watford.
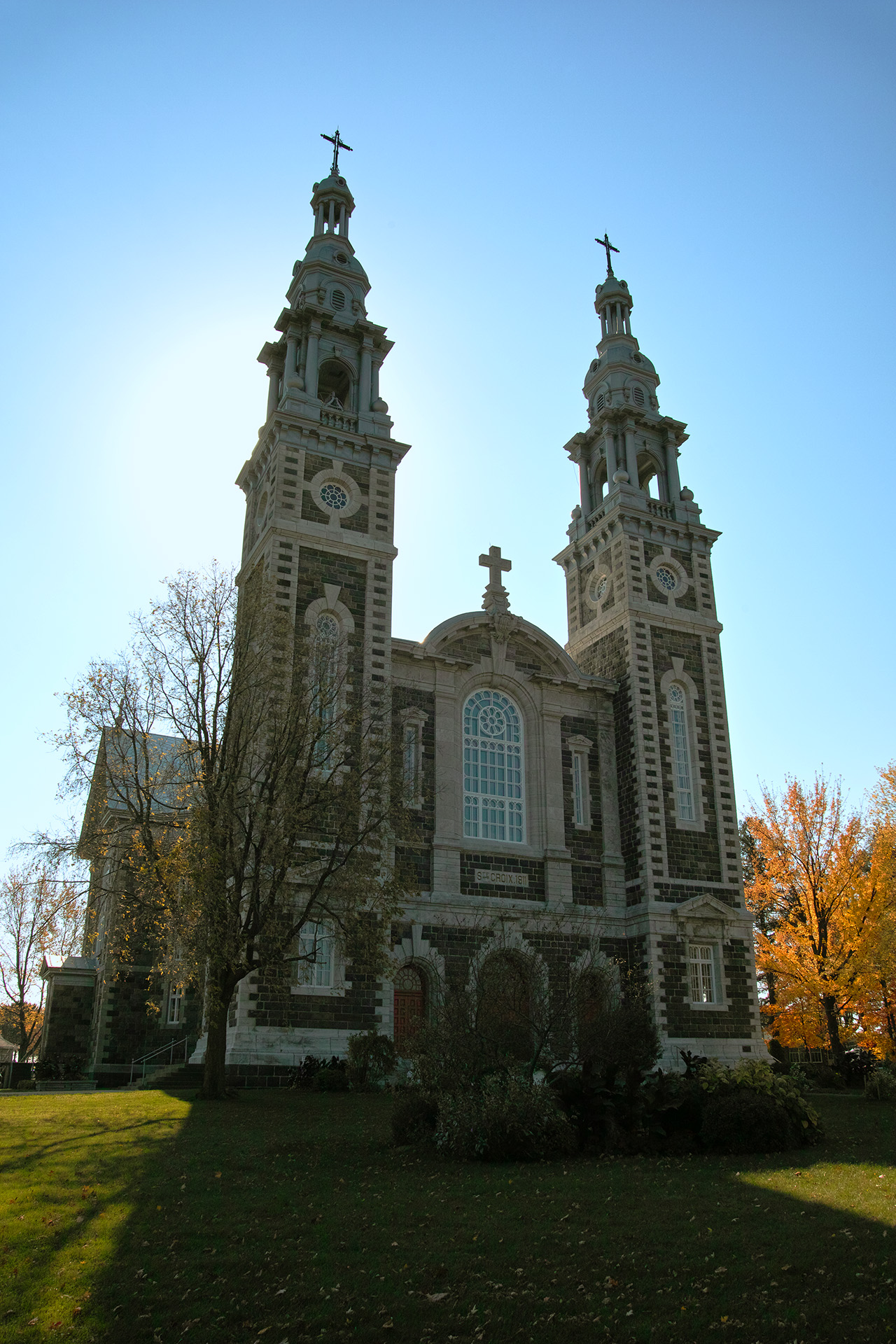
L'église Sainte-Croix de Sainte-Croix.